# Tanxi, Guangdong
Tanxi (kinesiska: 潭西) är en köping i sydöstra Kina. Den ligger i Lufeng i staden Shanwei i provinsen Guangdong, omkring 240 kilometer öster om provinshuvudstaden Guangzhou. Antalet invånare är 53 647. Befolkningen består av 25 828 kvinnor och 27 819 män. Barn under 15 år utgör 27,0 %, vuxna 15-64 år 65 %, och äldre över 65 år 7,0 %.